# Огненович, Майя
Майя Огненович (серб. Маја Огњеновић, р. 6 августа 1984, Зренянин, СР Сербия, Югославия) — сербская волейболистка, связующая, чемпионка мира 2018 года, серебряный призёр Олимпийских игр 2016, двукратная чемпионка Европы.

## Биография
Профессиональная карьера Майи Огненович началась в 2002 году в команде «Поштар» своего родного города Зренянина. В следующем сезоне перешла в «Црвену Звезду», в которой отыграла два сезона, выиграв при этом «золото» чемпионата Сербии и Черногории в 2004 году. В 2006 вторично выиграла чемпионский титул Сербии и Черногории, выступая уже за команду «Поштар-064» (Белград). В 2006 переехала в Румынию, где в составе «Метала» из Галаца дважды оформляла «золотой дубль» — в 2007 и 2008 годах. Затем по одному сезону играла за итальянский «Монтескьяво», турецкий «Эджзаджибаши», греческий «Олимпиакос», итальянский «Универсал» из Модены, польский «Импел». Становилась чемпионкой Турции и Греции. С 2013 на протяжении двух сезонов играла за сильнейшую команду Польши «Хемик» (Полице), дважды выиграв с ней чемпионат страны и один раз — Кубок.
В 2015—2016 выступала за итальянскую «Нордмекканику» (Пьяченца), в 2016—2018 — вновь за турецкий «Эджзаджибаши», с которым выиграла клубный чемпионат мира. В 2018 заключила контракт с командой «Динамо» (Москва).
В 2005 году Майя Огненович дебютировала в сборной Сербии и Черногории на Кубке Валле д’Аоста, завоевав бронзовую медаль, а в том же году приняла участие в чемпионате Европы. Через год на чемпионате мира в Японии выиграла со своей сборной бронзовые награды, обыграв в матче за третье место команду Италию. После распада Сербии и Черногории с 2007 года выступает за сборную Сербии, с которой в период 2007—2016 становилась чемпионкой Европы, дважды победительницей Евролиги, а также неоднократно призёром крупнейших международных турниров. 6 раз признавалась лучшей связующей официальных соревнований на уровне сборных. После серебряного успеха на Олимпиаде-2016 в Рио-де-Жанейро приняла решение завершить карьеру в сборной Сербии, но в преддверии чемпионата мира 2018 вернулась в национальную команду, которую в качестве капитана команды привела к «золоту» мирового первенства.

### Клубная карьера
- 2002—2003 —  «Поштар» (Зренянин);
- 2003—2005 —  «Црвена Звезда» (Белград);
- 2005—2006 —  «Поштар-064» (Белград);
- 2006—2008 —  «Метал» (Галац);
- 2008—2009 —  «Монтескьяво» (Йези);
- 2009—2010 —  «Эджзаджибаши» (Стамбул);
- 2010—2011 —  «Олимпиакос» (Пирей);
- 2011—2012 —  «Динамо» (Панчево);
- 2012 —  «Универсал» (Модена);
- 2012—2013 —  «Импел» (Вроцлав);
- 2013—2015 —  «Хемик» (Полице);
- 2015—2016 —  «Нордмекканика» (Пьяченца);
- 2016—2018 —  «Эджзаджибаши» (Стамбул);
- 2018—2019 —  «Динамо» (Москва);
- 2019—2021 —  «Вакыфбанк» (Стамбул);
- 2021—2023 —  «Эджзаджибаши» (Стамбул);
- с 2023 —  «Савино Дель Бене» (Скандиччи).

## Достижения

### Со сборнымиСербии и ЧерногориииСербии
- серебряный (2016) и бронзовый (2020) призёр Олимпийских игр.
- чемпионка мира 2018;
  - бронзовый призёр чемпионата мира 2006.
- серебряный призёр розыгрыша Кубка мира 2015.
- двукратный бронзовый призёр Гран-при — 2011, 2013.
- двукратная чемпионка Европы — 2011, 2019;
  - 3-кратный серебряный (2007, 2021, 2023) и бронзовый (2015) призёр чемпионатов Европы.
- двукратный победитель розыгрышей Евролиги — 2010, 2011;
  - бронзовый призёр Евролиги 2012.
- серебряный призёр Универсиады 2009.

### С клубами
- двукратная чемпионка Сербии и Черногории — 2004, 2006;
  - серебряный призёр чемпионата Сербии и Черногории 2005.
- победитель розыгрыша Кубка Сербии и Черногории 2006.
  - двукратный серебряный призёр Кубка Сербии и Черногории — 2004, 2005.
- двукратная чемпионка Румынии — 2007, 2008.
- двукратный победитель розыгрышей Кубка Румынии — 2007, 2008.
- серебряный призёр чемпионата Греции 2011.
- победитель розыгрыша Кубка Греции 2011.
- двукратная чемпионка Польши — 2014, 2015.
- победитель розыгрыша Кубка Польши 2014.
- двукратный серебряный (2016, 2024) и бронзовый (2025) призёр чемпионатов Италии.
- чемпионка Турции 2021;
  - двукратный серебряный (2018, 2023) и двукратный бронзовый (2010, 2022) призёр чемпионатов Турции.
- победитель розыгрыша Кубка Турции 2021;
  - серебряный призёр розыгрыша Кубка Турции 2018.
- чемпионка России 2019.
- победитель розыгрышей Кубка и Суперкубка России 2018.

- победитель чемпионата мира среди клубов 2016;
  - бронзовый призёр клубного чемпионата мира 2022.
- 3-кратный серебряный (2021, 2023, 2025) и бронзовый (2017) призёр Лиги чемпионов ЕКВ.
- двукратный победитель розыгрышей Кубка Европейской конфедерации волейбола — 2018, 2022.
- победитель розыгрыша Кубка вызова ЕКВ 2009.

### Индивидуальные
- 2007: лучшая связующая чемпионата Европы.
- 2009: лучшая связующая Кубка вызова ЕКВ.
- 2010: лучшая связующая Евролиги.
- 2011: лучшая связующая Евролиги.
- 2011: лучшая связующая чемпионата Европы.
- 2012: лучшая связующая Евролиги.
- 2014: лучшая связующая Кубка Польши.
- 2015: лучшая связующая Лиги чемпионов ЕКВ.
- 2015: лучшая связующая чемпионата Европы.
- 2019: лучшая связующая чемпионата Европы.